# Marzy
Marzy település Franciaországban, Nièvre megyében. Lakosainak száma 3650 fő (2022. január 1.). Marzy Cours-les-Barres, Cuffy, Challuy, Fourchambault, Gimouille, Nevers és Varennes-Vauzelles községekkel határos.

## Népesség
A település népességének változása:
| Lakosok száma | 3668 | 3661 | 3869 | 3672 | 3704 | 3724 | 3701 | 3675 | 3650 |
|               | 2013 | 2015 | 2016 | 2017 | 2018 | 2019 | 2020 | 2021 | 2022 |